# Koko (gorilă)
Hanabiko „Koko” (n. 4 iulie 1971 - d. 19 iunie 2018) a fost o gorilă de sex feminin care, în conformitate cu Francine Patterson, antrenorul ei pe termen lung, era capabilă să înțeleagă mai mult de 1.000 de semne bazate pe limbajul semnelor american, și să înțeleagă aproximativ 2.000 de cuvinte ale limbii engleze vorbite. 
Koko s-a născut la San Francisco Zoo și-a trăit cea mai mare parte a viații în Woodside, California cu toate că o mutare la un sanctuar în Maui, Hawaii a fost planificată încă din anii 1990. Koko este abrevierea pentru numele Hanabiko (花火子, literalmente „copilul focurilor de artificii”?).